# Funky house
Il funky house è un genere musicale house che fonde la moderna musica da discoteca con i ritmi sintetici del funk, spesso assieme ad elementi di soul e disco anni settanta, con BPM (battiti per minuto) intorno ai 128 BPM.
Molto spesso risulta legata a filo doppio con la French house, a seconda dei giri di basso contenuti in essa.
A oggi gli artisti di maggior spessore risultano i Black Coffee, i Freemasons, gli Shapeshifters, Armand Van Helden, Junior Jack, Hott 22, Jestofunk ecc.